# همدل
همدل (انگلیسی: Empath) در روان‌شناسی، همدلان (/ˈɛmpæθ/؛ از یونانی باستان ἐμπάθ(εια) (empáth(eia)) «شور») افرادی هستند که سطح همدلی بالاتر از حد معمول دارند که به آن همدلی بیش از حد گفته می‌شود. در حالی که تست سطح همدلی عینی دشوار است، آزمون‌هایی مانند EQ-8 به عنوان آزمون‌هایی برای همدلی پذیرفته شده‌اند. شخص بسیار حساس نیز اغلب مترادف است، اما برای توصیف حساسیت پردازش حسی هم استفاده می‌شود.
در پاراسایکولوژی، مکانیسم همدلی بودن، واسطه روحی است؛ روان‌شناسان و رسانه‌ها ادعا می‌کنند که حالات عاطفی و تجربیات موجودات زنده دیگر یا ارواح افراد مرده را در قالب «تشدید (فیزیک) عاطفی» هدایت می‌کنند.
اصطلاح همدلی گاهی به معنای وسیع‌تر برای توصیف فردی که در درک مهارت بیشتری دارد، یعنی نسبت به احساسات دیگران نسبت به افراد معمولی حساس‌تر است، یا به‌عنوان توصیف‌کننده‌ای برای کسی که در یک «طیف» همدلی بالاتر است، استفاده می‌شود.
از این نظر، همدلی کسی است که می‌تواند احساسات شخص دیگری را درک کند، درک کند یا به اشتراک بگذارد، بدون اینکه لزوماً باور کند که احساسات گفته شده مستقیماً از طریق مکانیسم «ادراک فراحسی» یا کانال تله‌پاتی که هنوز ناشناخته است به او منتقل می‌شود.

## مفهوم ماوراء الطبیعه
کاربرد مدرن این اصطلاح بیشتر از کار جودیت اورلوف روان‌پزشک آمریکایی سرچشمه می‌گیرد. اورلوف از این اصطلاح برای توصیف افرادی استفاده می‌کند که توانایی ذاتی در خواندن وضعیت عاطفی دیگران را دارند. او معتقد است که همدلان می‌توانند افکار، احساسات و انرژی اطرافیان خود را حس کنند و اگر شرایط خود را به درستی مدیریت کنند، می‌توانند از این توانایی برای ارائه شفا یا آرامش به دیگران استفاده کنند. کار اورلوف بحث‌برانگیز است زیرا او ادعا می‌کند که یک روشن بین (روان) است؛ تعریف و طبقه‌بندی او از انواع همدلی نه توسط روان‌پزشکی رایج به رسمیت شناخته شده‌است و نه در دی‌اس‌ام-۵ گنجانده شده‌است. اورلوف به نوبه خود معتقد است که همکاران روانپزشکش «در قرون تاریک گیر کرده‌اند».

## تحقیقات علمی در مورد تغییرات طبیعی انسان
اگرچه همدلی اغلب با ماوراء الطبیعه همراه است، این مفهوم توسط دانشمندان مورد مطالعه و تحقیق قرار گرفته‌است. دانشمندان علوم اعصاب شواهدی یافته‌اند که نشان می‌دهد برخی از افراد توانایی کمتر یا بیشتری برای به اشتراک گذاشتن و احساس احساسات دیگران دارند. نورون‌های آینه‌ای نورون‌هایی هستند که هم‌زمانی که یک حیوان عمل می‌کند و هم‌زمانی که حیوان همان عمل انجام شده توسط دیگری را مشاهده می‌کند، شلیک می‌کنند. تداخل با سطح فعال شدن نورون‌های آینه ای از طریق تحریک مغناطیسی ترانس کرانیال (TMS) به‌طور تجربی مورد مطالعه قرار گرفته‌است.

## همدلی تاریک
در روان‌شناسی، همدل تاریک فردی است که قادر به همدلی است، اما از همدلی خود برای تظاهر به همدردی و استثمار دیگران استفاده می‌کند. همدلی‌های تاریک با ویژگی‌های مثلث تاریک شخصیت مانند ماکیاولیسم، خودشیفتگی و روان پریشی مرتبط است. این تیپ‌های شخصیتی مانند توانایی کنترل دیگران و استفاده از آنها به نفع خود هستند.
مطالعات قبلی نشان می‌دهد که برخی از ویژگی‌های معمولی در همدلی‌های تاریک وجود دارد. برای مثال:
- اقدامات انتقام جویانه مانند قلدری، تهمت یا ارعاب
- استفاده از تکنیک‌های باج‌گیری عاطفی یا استثمار دیگران
- خشونت فیزیکی نسبت به دیگران
- ویژگی‌های برون‌گرا

## در فرهنگ عامه
گاهی اوقات همدلان آنلاین و خودتوصیف کننده به دلیل استفاده از این نام مورد تمسخر قرار می‌گیرند. شین داوسون به دلیل استفاده از این اصطلاح برای توصیف خود پس از یک ویدیوی عذرخواهی ضعیف در یوتیوب در سال ۲۰۱۸ مورد تمسخر قرار گرفت. همدلان همچنین در آثار داستانی مختلفی مانند شخصیت مارول کامیکس Empath[18] و پیشتازان فضا: نسل بعدی شخصیت Deanna Troi حضور داشته‌اند.